# 东方宽耳蝠
东方宽耳蝠（学名：Barbastella darjelingensis），一种分布于阿富汗、南亚、老挝及中国等地区的蝙蝠，隶属于蝙蝠科宽耳蝠属。本种曾被视为亚洲宽耳蝠（Barbastella leucomelas）的一个亚种，2007年中国研究人员通过系统发生学研究认为本种应为独立种。